# Patentstreitkammer
Patentstreitkammern sind gemäß dem deutschen Zivilprozessrecht definierte  Kammern an einigen Landgerichten, die Patentverletzungsstreitigkeiten und arbeitnehmererfinderrechtliche Streitigkeiten handhaben. Für sie gelten besondere Zuständigkeitsregelungen.

## Sinn
Gemäß § 143 Patentgesetz sind für Patentverletzungsfälle die Landgerichte zuständig. Da zivilgerichtliche Auseinandersetzungen zu Patentverletzungen einerseits oft komplex sind und gewisse Eigenheiten haben, aber andererseits der Zahl nach nicht sehr häufig auftreten, würde die Zuweisung solcher Verfahren nach den herkömmlichen Regeln der Zivilprozessordnung (ZPO) dazu führen, dass diese breit über die insgesamt 115 Landgerichte in Deutschland gestreut  anhängig würden und sich dann an keinem der Landgerichte besondere Erfahrungen in der Handhabung solcher Fälle aufbauen können. Um dem entgegenzuwirken, werden Patentstreitfälle auf einige Landgerichtsbezirke konzentriert, an denen Patentstreitkammern eingerichtet wurden, so dass sie dort öfter anfallen und dort zu einem sachdienlichen Erfahrungsschatz führen können.
Aus gleichgelagerten Erwägungen heraus sind arbeitnehmererfinderrechtliche Streitigkeiten den Patentstreitkammern zugewiesen.

## Rechtsgrundlage
Zum Verfahrensrecht verweist das Patentgesetz weitgehend auf die ZPO. Die ZPO würde die örtlichen Zuständigkeit der Gerichte für Patentverletzungsfälle herkömmlich (oft Beklagtensitz oder Ort der unerlaubten Handlung) regeln. Aber schon im Patentgesetz § 143 Abs. 2 ist angelegt, dass die Zuständigkeiten über die entsprechenden Regelungen der ZPO hinaus konzentriert werden können. Die Regelungskompetenz hierfür wurde den Bundesländern, auch über deren jeweilige Landesgrenze hinweg, zugewiesen, die sie auch auf die Justizverwaltung übertragen können.
Die Zuständigkeit für arbeitnemererfinderrechtliche Klagen ist durch § 39 ArNErfG den Patentstreitkammern zugewiesen.

## Situation heute
Die Möglichkeit der Konzentration von Patentverletzungs-Streitfällen nützten die Länder dahingehend, dass heute deutschlandweit an zwölf von insgesamt 115 Landgerichten Patentstreitkammern eingerichtet sind, die für Patentstreitsachen ausschließlich zuständig sind. Einige Länder haben kein eigenes Landgericht mit einer Patentstreitkammer, sondern haben die Zuständigkeit für solche Fälle auf Landgerichte anderer Länder übertragen. Zehn Bundesländer haben je ein Landgericht mit Patentstreitkammern. Bayern hat zwei Landgerichte mit Patentstreitkammern.
Patentstreitkammern gibt es heute an den Landgerichten München I, Nürnberg, Mannheim, Frankfurt, Saarbrücken, Erfurt, Leipzig, Magdeburg, Düsseldorf, Braunschweig, Berlin und Hamburg.

## Abgrenzung: Bundespatentgericht
Das  Bundespatentgericht bildet keine der Patentstreitkammern. Das Bundespatentgericht ist nicht für Verletzungsfälle zuständig, sondern ist Eingangsinstanz für Nichtigkeitsklagen und Beschwerdeinstanz für Beschlüsse des Deutschen Patent- und Markenamts.

## Beispiel
Ein in Stuttgart ansässiges Kleinunternehmen mit nur regionaler Bedeutung soll auf Patentverletzung verklagt werden. Die ZPO würde diesen Fall örtlich dem LG Stuttgart zuweisen. Allerdings wurden in Baden-Württemberg die Verhältnisse so geregelt, dass für ganz Baden-Württemberg das LG Mannheim für Patentsachen zuständig ist. Also wäre das LG Mannheim für den hypothetischen Fall zuständig.